# حزن

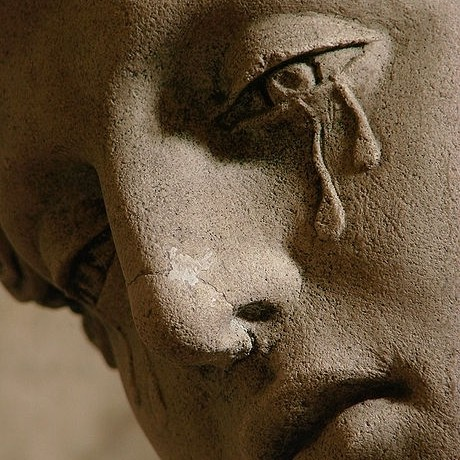
تمثال لمريم المجدلية في حالة الحزن.

الحزن هو ألم نفسي يوصف بالشعور بالبؤس والعجز، غالباً يعد الحزن هو عكس الفرح. وهو شبيه بالهم، الأسى، الكآبة، اليأس. من المؤكد بأن هذه المشاعر بالعادة هي مشاعر سلبية عندما يشعر بها الإنسان فيصبح الشخص هادئاً، قليل النشاط، منفعلاً عاطفياً وانطوائياً. يصاحب الحزن أحياناً البكاء ولكن ليس بالضرورة. الحزن بالعادة يكون لفترة مؤقتة ليست بالطويلة، أما الاكتئاب فقد يكون مزمناً يمتد لفترات طويلة. ويعرف الحزن في بعض الأحيان بأنه الشعور بعدم الرضى عمّا يحدث إما لمشاكل أو ظروف خارجة عن إرادة الإنسان تجعله تحت ضغط نفسي, فلا يشعر معه بالراحة ولا بالطمأنينة.
يعد الحزن من المشاعر الستة الأساسية التي أقرّها العالم النفساني بول إيكمان وهي: السعادة والحزن والغضب والدهشة والخوف والاشمئزاز وغالباً ما يكون الحزن بسبب اشتياق إلى شخص أو شيءٍ ما أو بسبب موت شخص عزيز على الفرد أو بسبب مرض شديد أو خطير أو بسبب الغربة أو بسبب جرح من أقرب الناس للشخص مثل أحد افراد عائلته أو أصدقائه أو عدم التوفيق في حياته الشخصية الحزن هي كلمة صغيرة للتعبير عن معنى عميق.

## تأثير الحزن على الجسم
تأثير الحزن على الجسم البشري خطير، فتأثيره قد لا يصيب عضوًا بعينه فقط، بل ربما قد يمتد تأثير الحزن ليصل إلى باقي أعضاء الجسم، مما قد يؤثر بالسلب –طبعًا- على حياة المرء بأكملها، ولأن الإنسان هشٌّ للغاية؛ فاختلال توازن عضو ما يؤثر على الجسم بأكمله، بل قد يصل إلى أعراض نفسية أخرى تؤدي بالمرء إلى العزلة، أو الإحباط، أو الاكتئاب، أو قد يصل به الظن إلى أن حياته توقفت أو دُمِّرت، فيؤثر الحزن على مسار حياة المرء إن استسلم له بالطبع، وصار واقعًا تحت تأثيره، فيصبح ضعيفًا قلبًا وقالبًا، خاويًا جدًا.